# كاترين غروس دونكان
كاترين غروس دونكان (بالإنجليزية: Catherine Gross Duncan) هي اخصائية فطريات أمريكية، ولدت في 4 أبريل 1908، وتوفيت في 24 أغسطس 1968.